# Tanjung Pasir (Danau Teluk)
Tanjung Pasir is een bestuurslaag in het regentschap Jambi van de provincie Jambi, Indonesië. Tanjung Pasir telt 1528 inwoners (volkstelling 2010).